# Grbavica (film)
Grbavica je zgodovinska drama iz leta 2006, delo režiserke Jasmile Žbanić. Na berlinskem filmskem filmu, kjer je bil film premierno predstavljen, je osvojil tudi zlatega medveda.
Film je bosanskohercegovsko-avstrijska-hrvaška-nemška koprodukcija in govori o množičnih srbskih posilstvih bošnjaških muslimank med vojnami v nekdanji Jugoslaviji.